# Christian Klar

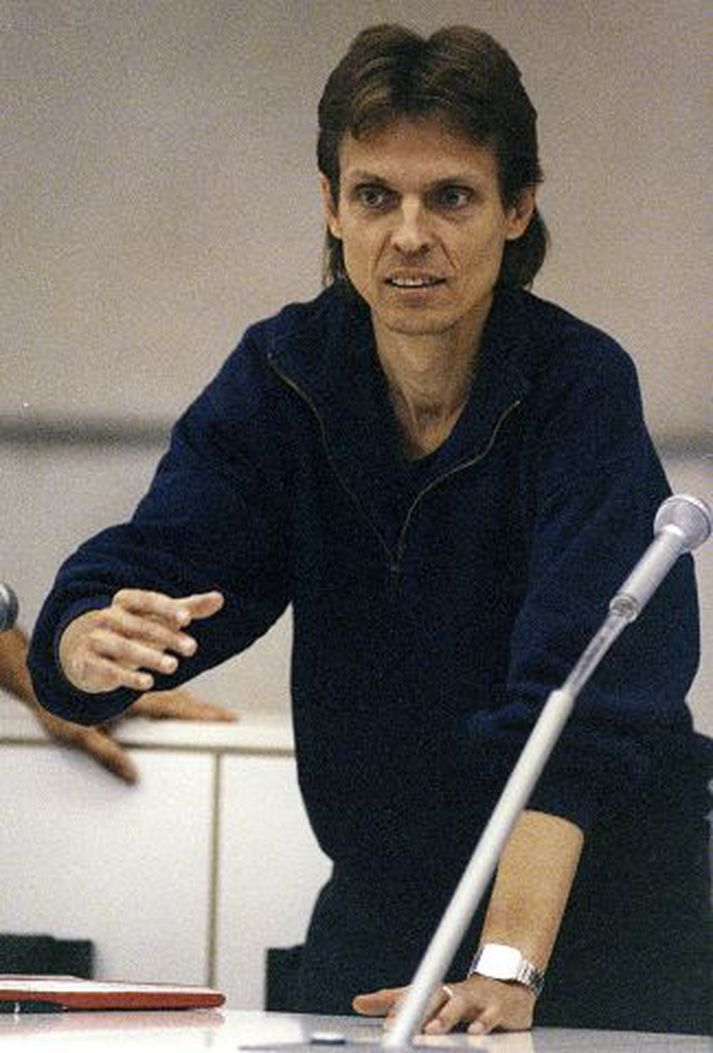
Foto de Cristian Klar en 1992

Christian Klar. Nació el 20 de mayo de 1952 en Friburgo de Brisgovia, Alemania. Antiguo militante de la segunda generación de la Fracción del Ejército Rojo, responsable directo de múltiples asesinatos y otros delitos.

## Juventud
La madre de Klar fue asistente en una Liceo de Bachillerato y su padre fue Vipresidente de la Asociación de camareros en Karlsruhe. Estudio en el Instituto de secundaria "Hans-Thoma" en Lörrach y en la Escuela secundaria "Eichendorff" en Ettlingen de donde fue expulsado en 1972 durante su examen de graduación. Posteriormente, estudió Historia y Filosofía.
En 1973 compartió un apartamento con Adelheid Schulz (quien era su novia) y Günter Sonnenberg en Karlsruhe. Posteriormente también incluyeron a Knut Folkerts. El 30 de octubre de 1974 se vio envuelto en la ocupación de las Oficinas de Amnistía Internacional en Hamburgo y en 1976 se hizo miembro de la RAF.

## Inicios en el terrorismo
El 16 de noviembre de 1982, fue arrestado en Friedrichsruh en los bosques de Sajonia en Hamburgo, donde tenía un depósito de armas de la RAF, llamado "Daphne". La Corte Federal de Stuttgart lo condenó el 2 de abril de 1985 en el mismo proceso que a Brigitte Mohnhaupt por todos los actos de la RAF desde 1977 hasta la fecha siendo responsable de haber participado en los homicidios de Siegfried Buback, Jürgen Ponto y Hanns-Martin Schleyer por lo cual recibió la condena de cinco sentencias a cadena perpetua además de una accesoria de 15 años. Al mismo tiempo fue clasificado como reo de "delito especial de culpabilidad" para evitar que fuera liberado prematuramente. En 1992, fue nuevamente enjuciado por otros delitos descubiertos posteriormente y recibió otra condena a cadena perpetua. 
En el año 1997, la Corte Penal de Stuttgart decidió ante una solicitud de apelación de la pena, que en cualquier circunstancia debían esperarse al menos 26 años para una Libertad condicional. El término de 26 años, finaliza el 3 de enero de 2009. 

## Controversias públicas por la liberación
En 2005, tras 20 años en prisión se solicitó nuevamente una reconsideración, respondiendo la Corte que para cualquier liberación se debía esperar al menos hasta 2007 y solicitar la revisión ante el Tribunal Supremo en Berlín. En febrero de 2007 se iniciará la nueva audiencia para decidir la posible libertad de Klar y de Brigitte Mohnhaupt, los últimos presos de la Fracción del Ejército Rojo. Klar se niega hasta la fecha a pedir perdón a los familiares de las víctimas provocadas durante la existencia de la banda Baader-Meinhof.
Ha salido en libertad el 19 de diciembre de 2008, adelantándose en unos días al 3 de enero de 2009 fecha prevista de su liberación.
Actualmente, la Corte Federal de Alemania reaperturó una nueva investigación sobre el asesinato del fiscal general alemán Siegfried Buback, el 7 de abril de 1977, donde están -según acusación de los exterroristas de la RAF Peter-Jürgen Boock y Verena Becker- los responsables fueron Günther Sonnenberg manejando la motocicleta y Stefan Wisniewski quien le disparó con una subametralladora al Fiscal y a los dos escoltas. En esta averiguación están acusados Christian Klar, Knut Folkerts (liberado en 1995), Sonnenberg (liberado en 1992) y Brigitte Mohnhaupt quienes tenían el mayor control de la RAF para el momento del asesinato. La exterrorista Silke Maier-Witt declaró que el día del asesinato de Buback se encontraba con Knut Folkerts en Ámsterdam, Holanda, por lo que Folkerts no pudo haber participado. 
Actualmente la Fiscalía General amenaza con una orden de detención coercitiva de 6 meses para Mohnhaupt, Klar y Folkerts hasta que se esclarezca la participación de los verdaderos terroristas en el asesinato del Fiscal.